# Charlie Winston
Charlie Winston (* 14. September 1978 in Cornwall, England; eigentlich Charlie Winston Gleave) ist ein britischer Singer-Songwriter.

## Leben und Wirken
Charlie Winston stammt aus einer musikalischen Familie. Die Eltern waren in den 1960er- und 1970er-Jahren als Musiker unterwegs, bevor sie sich im ostenglischen Suffolk niederließen und in Bungay das King's Head Hotel eröffneten. Winstons älterer Bruder Tom Baxter ist bereits seit 2004 als Sänger erfolgreich und zusammen mit ihrer Schwester Vashti Anna standen sie auch schon gemeinsam auf der Bühne.
Im Alter von acht Jahren erlernte Charlie Winston das Schlagzeug- und dann das Klavierspiel. In dieser Zeit war er auch in einer Teenieband mit dem Namen Body Clock aktiv. Mit 17 ging er nach London an eine Musikhochschule, wo er unter anderem Jazzklavier studierte. Er schrieb Musik für zwei Tanzensembles und trat unter anderem als Bassgitarrist mit seinem Bruder und mit dem National Youth Reggae Ensemble auf. Es folgte eine Zeit in Indien, in der er sich mit indischer Musik befasste, bevor er wieder zurückkehrte und als Musiker und Komponist für Film und Theater arbeitete.
Erstmals erreichte er größere Aufmerksamkeit, als er für einen Autowerbespot eine Coverversion des Songs I'm a Man der Spencer Davis Group einspielte. In dem Video wurde der Gesang einem Hund in den Mund gelegt, worauf sich Tierfreunde beschwerten und der Spot zurückgezogen wurde.
2006 traf er mit Peter Gabriel zusammen, unterschrieb bei dessen Label und trat im Jahr darauf auf Gabriels Europatournee im Vorprogramm auf. Im selben Jahr nahm er auch sein Debütalbum Make Way auf. Es folgten weitere Auftritte, viele davon auch in Deutschland und Frankreich. Dort kam auch die Zusammenarbeit mit dem Label Atmosphériques zustande, insbesondere mit Mark Plati, der schon für viele bekannte Künstler produziert hatte. In Paris und London entstand 2008 das Album Hobo.
Mit seinem Lied Like a Hobo trat Winston in Frankreich in der Musiksendung Taratata auf, und das Lied lief im Vorspann der Talkshow Le Grand Journal. Daraufhin entstand eine so große Nachfrage nach dem Song, dass sowohl Single als auch Album in Frankreich, Belgien und der Schweiz in den Charts erschienen. Nachdem Single und Album in Frankreich Platz 1 der Charts erobert hatten, wurde das Lied auch in Deutschland und Österreich erfolgreich veröffentlicht.
2010 wurde er mit dem European Border Breakers Award (EBBA) ausgezeichnet.
Das 2011 in Frankreich erschienene Album Running still ging dort bis auf Platz 5 in den Album-Charts. In Deutschland kam es erst im Februar 2012 heraus. Mehrere Radiosender, darunter der HR3 und Deutschlandradio Kultur machten es zum „Album der Woche“. Die den Songs zuzuordnenden Stilistiken – von Old-School-Hip-Hop bis zu tanzbarem Sixties-Soul – wechseln von einem Stück zum nächsten, so dass Rezensenten sagen, es ließe sich kaum einer einzigen Stilrichtung einordnen.
Winston ist nach eigener Aussage im Interview mit dem französischen Telekom-Unternehmen SFR ein durch Jacques Brel Inspirierter. Er lebte jahrelang in Paris, bevor er 2014 in die britische Hauptstadt zurückkehrte.

## Diskografie
Alben
- 2007: Make Way
- 2007: Mischifus
- 2008: European Tour 2007
- 2009: Hobo
- 2011/2012: Running Still[11][12]
- 2015: Curio City
- 2018: Square 1
- 2022: As I Am

EPs
- 2005: Charlie Winston (Baxter)[13]

Singles
- 2008: I’m a Man
- 2009: Like a Hobo
- 2009: In Your Hands
- 2009: Kick the Bucket
- 2010: I Love Your Smile
- 2010: Tongue Tied
- 2011: Secret Girl
- 2011: Hello Alone
- 2012: Where Can I Buy Happiness
- 2012: Speak to Me
- 2014: Lately
- 2014: Wilderness
- 2015: Too Long
- 2015: Truth
- 2015: Say Something
- 2016: Too Long
- 2018: The Weekend
- 2019: Rendez-Vous (feat. Camélia Jordana)

Gastbeiträge
- 2012: Dusty Men (Saule feat. Charlie Winston)
- 2017: It’s Not Impossible (Stefano Lentini feat. Charlie Winston)